# Catocala gracilis
Catocala gracilis là một loài bướm đêm thuộc họ Erebidae. Loài này có ở Manitoba tới Nova Scotia và Maine, phía nam qua Connecticut, New Jersey tới Florida và phía tây đến Mississippi và Missouri.
Sải cánh dài 40–45 mm. Con trưởng thành bay từ tháng 7 đến tháng 9 tùy theo địa điểm. Có một lứa một năm.
Ấu trùng ăn Leucothoe, Vaccinium pallidum và possibly Quercus.